# Acmaeodera flavolineata
Acmaeodera flavolineata es una especie de escarabajo del género Acmaeodera, familia Buprestidae. Fue descrita científicamente por Laporte & Gory en 1835.
Esta especie se encuentra en el continente asiático.